# Keiko (keizer)
Keizer Keikō (景行天皇, Keikō-tennō) was de twaalfde keizer van Japan, volgens de traditionele opvolgvolgorde.
Er kunnen geen concrete data over zijn leven worden gegeven en hij wordt door historici eerder gezien als legende. Dit betekent echter niet dat hij nooit heeft bestaan, maar dat er niet genoeg bewijzen voor zijn. De Japanners erkennen hem echter wel als een historische figuur.
Zijn leven wordt verteld in de Kojiki en Nihonshoki, maar de twee boeken spreken elkaar tegen. In Kojiki stuurt de keizer zijn zoon Yamatotakeru naar Kyushu om er lokale stammen te veroveren. In Nihonshoki ging de keizer zelf daarnaartoe en won hij de gevechten tegen de lokale stammen. Volgens beide boeken stuurt hij zijn zoon naar Izumo en de oosterse provincies om zijn territorium uit te breiden.
* Regent Jingu staat niet op de traditionele lijst.